# Miasto Jest Nasze

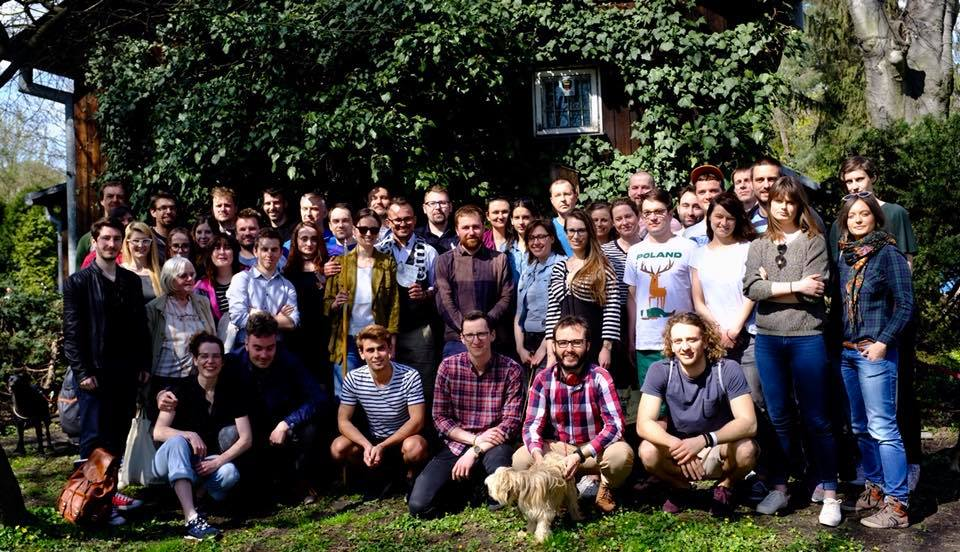
Členové MJN, 2018

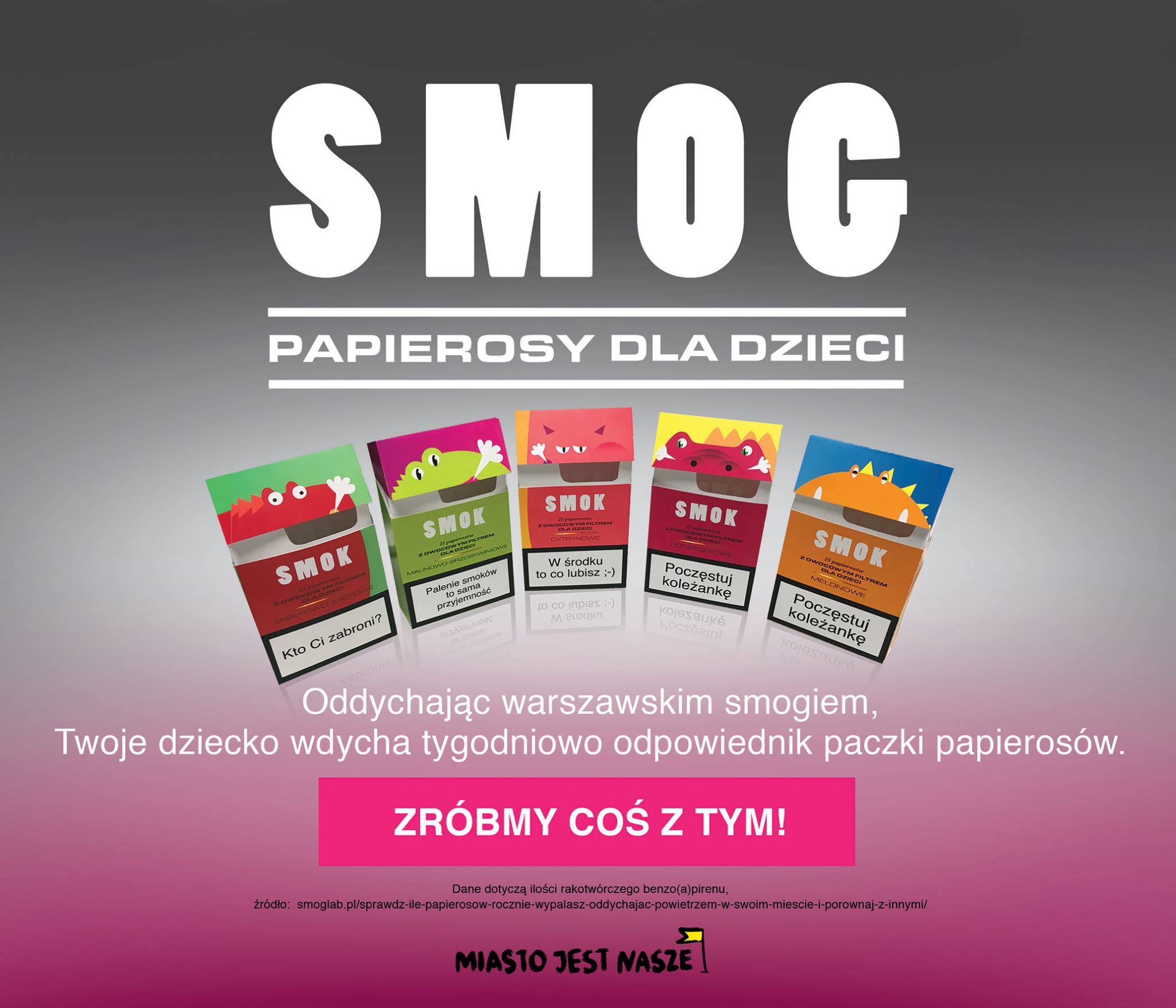
Kampaň proti smogu

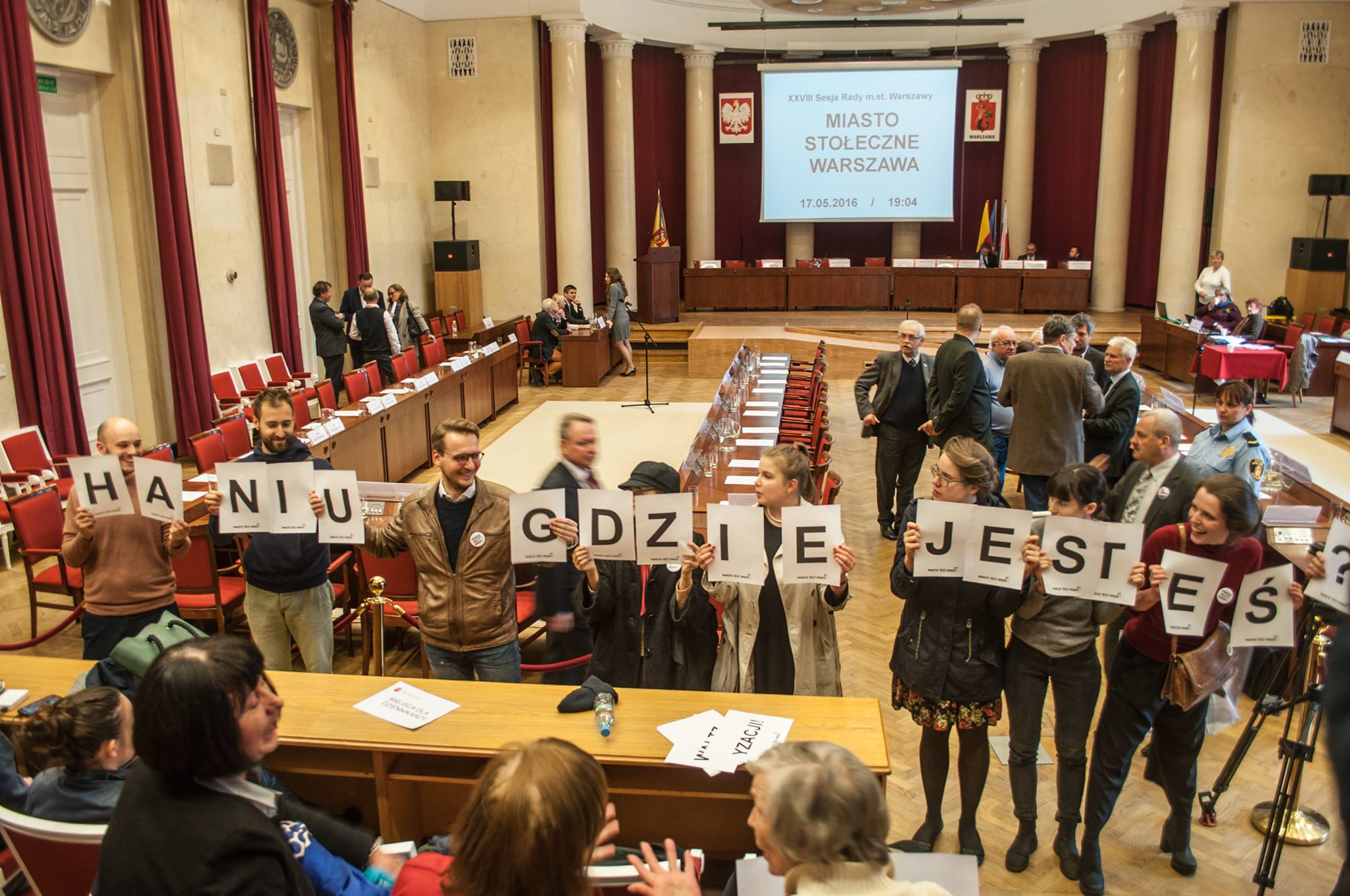
Happening MJN

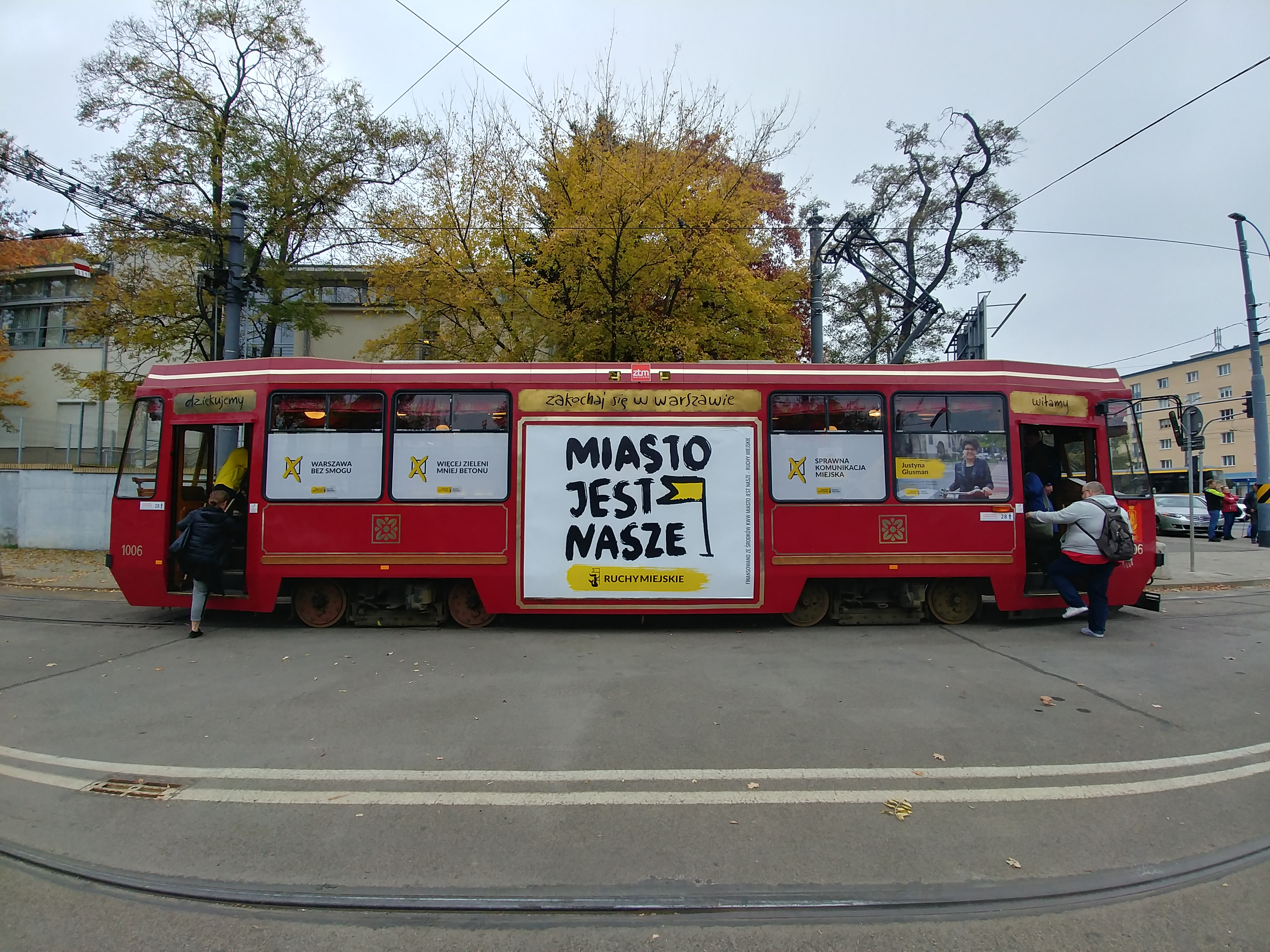
Volební kampaň 2018 - tramvaj MJN

Miasto Jest Nasze (MJN, česky „Město je naše“) je varšavská nestátní nezisková organizace, která vznikla v roce 2013.

## Organizace
Uskupení tvoří 250 obyvatel Varšavy. Lídrem je Barbara Jędrzejczyk.
Priority programu (tzv. miastopogląd) sdružení obsahují: zlepšit dopravní infrastrukturu a městskou dopravu a životní prostředí ve městě, boj proti smogu, problém reprivatizace v Varšavě, ochrana památek a tradičních řemeslníků (publikování map řemeslníků), transparentnost správy města, udržitelný rozvoj, územní plánování. Činnost MJN je předmětem zájmu zahraničních médií.
Ve volbách v roce 2014 kandidovali členové MJN v některých obvodech: Żoliborz (15 % hlasů – zisk 2 mandátů), Śródmieście (13,5 % – 4 mandáty), Praga-Północ (7,7 % – 1 mandát).
Ve volbách v roce 2018 MJN bylo lidrem koalice spřátelených iniciativ. Na úrovni městských částí Varšavy získalo sdružení s výsledkem 5,72 % hlasů čtvrtý největší počet hlasů (50 002), ale nezískalo žádný mandát. Koalice získala v obvodech dohromady 22 mandátů: Żoliborz (21 % – 5 mandátů), Mokotów (8,5 % – 1 mandát), Wawer (12,2 % – 3 mandáty), Wesoła (20,1 % – 4 mandáty), Rembertów (21,1 % – 4 mandáty), Ochota (15,2 % – 3 mandáty), Wola (13,4 % – 2 mandáty). Kandidátka na primátora Justyna Glusmana získala 2,32 % hlasů. Primátor Rafał Trzaskowski pak pozval J. Glusmana do Rady hlavního města Varšavy. Členové koalice MJN zůstali náměstky starostu v Żoliborzi, Wawru i části Ochota.